# Megalogomphus icterops
Megalogomphus icterops là loài chuồn chuồn trong họ Gomphidae. Loài này được Martin mô tả khoa học đầu tiên năm 1903.